# Giudecca di Catania
La Giudecca di Catania (Judeka in dialetto giudaico-catanese) è stato l'antico quartiere ebraico sorto a ridosso delle mura nell'allora periferia a ovest e a sud della città. La definizione di ghetto è impropria, in quanto la comunità ebraica catanese non era chiusa e isolata in un quartiere, ma più propriamente spalmata in diverse parti della parte occidentale e meridionale della città.

## Storia

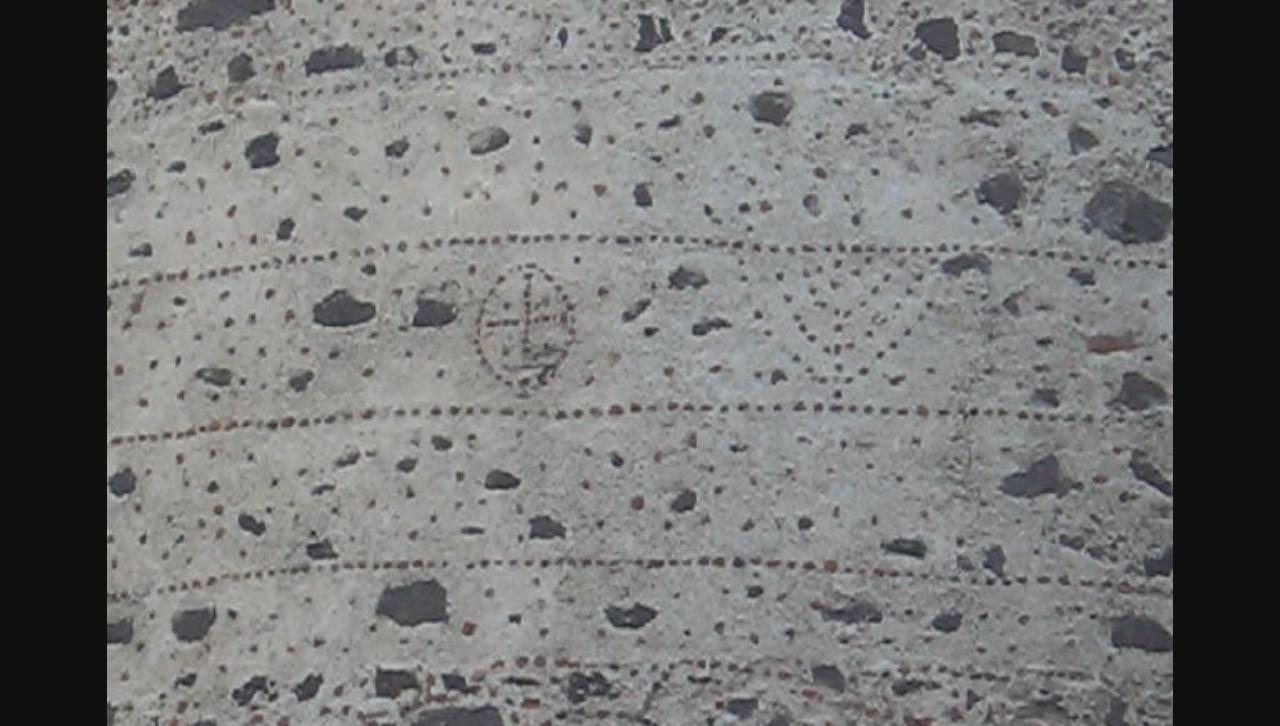
Testimonianza della comunità ebraica di Catania nel XIII secolo: una menorah sulla Torre delle Bandiere, Castello Ursino.

La presenza di una giudecca a Catania la si può ipotizzare già a partire dal III-IV secolo, quando cioè appaiono le prime lapidi funebri relative a defunti Ebrei. Una delle più importanti, rinvenuta durante i lavori per la messa in posa di cavi telefonici nel mese di maggio 1929 nella zona est del vecchio abitato presso la chiesa di Santa Teresa, risalirebbe – sulla base dei caratteri latini usati – alla fine del IV secolo. Non esistono fonti relative al periodo seguente, mentre, in un periodo non meglio precisato, la comunità ebraica di Catania si insedia nell'area corrispondente alla pianura detta di Cipriana, dove è presente nel 1235, situato entro le mura di nord-ovest, mentre nel corso del XIV secolo si distribuisce senza soluzione di continuità nella zona a sud, in uno spazio urbano compreso tra la Piana e il Porto, giungendo alle porte della Platea Magna, oggi nell'area di piazza Duomo. La giudecca si dota di due sinagoghe, un ospedale, un macello e persino un cimitero poco fuori le mura, certamente accessibile da una Porta della Judeca, forse situata alla Cipriana. La comunità ebraica di Catania era prevalentemente in affari con il mercato del pesce e come era d'abitudine si affacciava su di un fiume, nel caso catanese sull'Amenano che prese da essi a chiamarsi Judicello propriamente per la presenza della giudecca, adoperato per i bagni rituali delle donne. La presenza ebraica è attestata anche presso le maestranze che lavorarono nella realizzazione del Castello Ursino (1239-1250), come pure dimostrano taluni riferimenti alle simbologie giudaiche impresse dagli operai a decorazione del fortilizio svevo. La giudecca venne quindi spopolata a partire dal 18 giugno 1492 a causa del Decreto dell'Alhambra voluto da Ferdinando di Aragona e Isabella di Castiglia che espelleva gli ebrei non convertiti dalla Spagna. L'area, anticamente occupata da una numerosa comunità ebraica, cadde nel totale abbandono e nel degrado, presentandosi nel 1554 in pessime condizioni, quando il Senato civico cedette il territorio della Cipriana ai cassinesi, provenienti dal cenobio nicolosita sull'Etna, insieme a quello « del Parco ».

## Geografia
I due quartieri noti si trovavano prevalentemente nella zona a nordovest e a sud della città. Una sorta di linea di demarcazione tra due giudecche distingueva la parte collinare, in posizione più elevata, da quella situata nella parte pianeggiante della città.

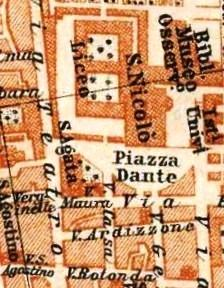
L'area della Judeca Suprana in una carta del XIX secolo.

Il primo quartiere era detto Judeca Soprana (יודקה סופרנה, Iudeka Suprana, Giudecca superiore), o in siciliano Judeca di Susu, e corrispondeva al Piano della Cipriana, quartiere che dopo l'esilio degli Ebrei dalla Sicilia venne acquisito dai Padri Benedettini Cassinesi che nel 1558 iniziarono, alla presenza del viceré di Sicilia Juan de la Cerda, duca di Medinaceli, il primo impianto di quello che sarebbe poi stato il Monastero di San Nicolò l'Arena, il maggiore del Regno. Il quartiere si estendeva tra le attuali via della Cipriana (che è una piccola traversa di via Quartarone, la via che collega piazza Dante Alighieri a via Vittorio Emanuele II), via Maura (che in ebraico significa Moro), piazza Dante Alighieri e il monastero benedettino. In via Sant'Anna era la mezkita di questo quartiere, termine ebraico-medioevale che indicava la sinagoga.

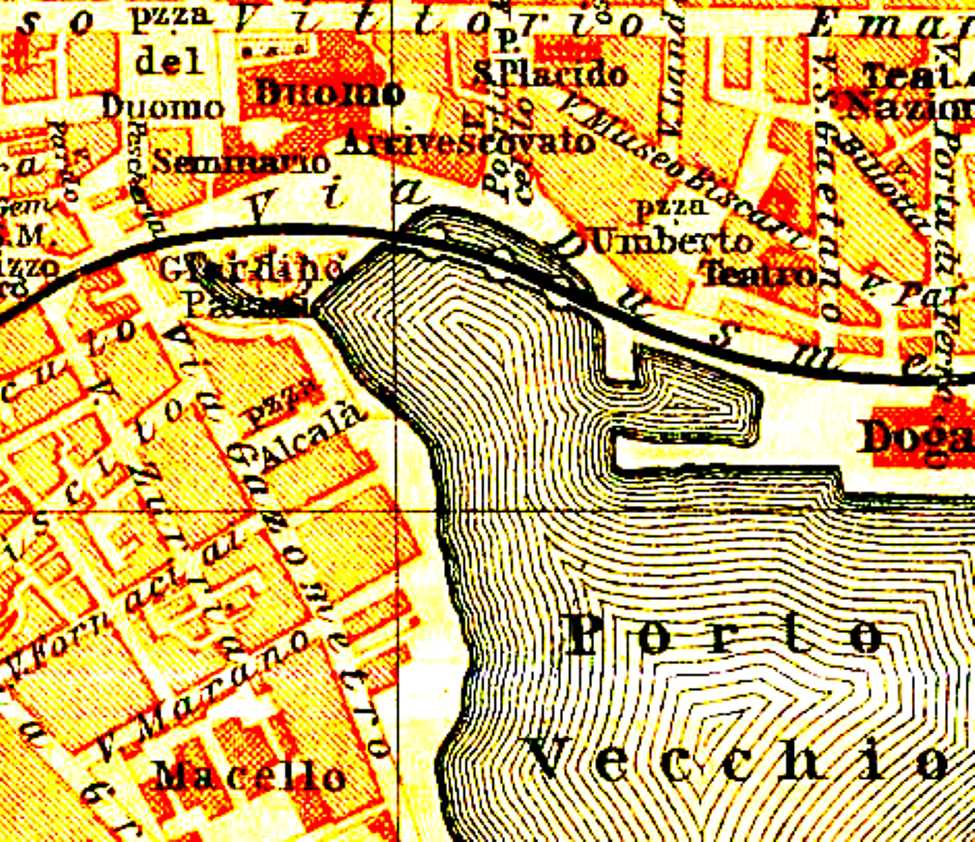
L'area della Judeca Suttana nella medesima carta.

Il secondo era invece la Judeca Suttana (יודקה סוטנה, Iudeka Sutana o Giudecca inferiore) detta anche Judeca di Jusu, dov'è oggi la Pescheria: qui infatti dovette pure esserci un grande mercato del pesce. La zona era piuttosto paludosa e talora malsana a causa della presenza del fiume Amenano che qui scorreva a vista e prendeva il nome di Judicello, propriamente a causa della Giudecca. Interessante notare come nella cartografia della Sicilia di XVI e XVII secolo il fiume fosse sempre segnalato con tale nome e mai come Amenano. Era compreso tra le attuali chiesa di Sant'Agata alle Sciare, la Pescheria (più precisamente presso il Pozzo di Gammazita) e via Marano. La sinagoga di questo quartiere era ubicata dov'è oggi la via Recupero, presso la chiesa dei Santi Cosma e Damiano.

La dislocazione della comunità ebraica si può desumere anche dalla toponomastica: via Marano viene propriamente da marrano ("porco" in spagnolo), cioè il termine dispregiativo riferito agli Ebrei convertiti al Cristianesimo, accusati di continuare a professare il loro culto di nascosto, mentre via Gisira viene dal termine islamico jizia, cioè la tassa che veniva versata per la libertà di culto.
Indirettamente invece via Santa Maria della Catena indica la presenza della giudecca: infatti in Sicilia tutti i toponimi che indicano catena e le chiese titolate Santa Maria della Catena sono rispettivamente contrade abitate in quel tempo da giudei e sedi di antiche sinagoghe.